# Walter Audisio
Walter Audisio, nome di battaglia  Colonnello Valerio o Giovanbattista Magnoli (Alessandria, 28 giugno 1909 – Roma, 11 ottobre 1973), è stato un partigiano e politico italiano; secondo la versione storica ufficiale, fu colui che, il 28 aprile 1945, eseguì materialmente la sentenza di morte di Benito Mussolini, uccidendo anche la sua amante Claretta Petacci, provvedendo altresì al trasporto dei due cadaveri, con quelli di altri sedici giustiziati, al fine di essere esposti pubblicamente in Piazzale Loreto, a Milano.

## Biografia

### I primi anni
Nacque ad Alessandria da una modesta famiglia di impiegati, Ernesto Audisio e Nataliana Perasso. Di temperamento calmo e diligente, nella cittadina piemontese studiò e prese il diploma di ragioniere nel 1928 presso il Regio Istituto Commerciale Da Vinci, quindi partì per il servizio militare come  sottotenente di complemento del Regio Esercito di fanteria, fino al 1929. Quando si congedò, in un periodo di generale crisi economica, riuscì a farsi assumere presso la nota azienda manifatturiera di cappelli Borsalino di Alessandria, dove svolse attività di contabile.
Nel 1931 entrò nelle file dell'allora Partito Comunista d'Italia, divenuto in quel periodo un movimento clandestino contro il regime fascista italiano, e dove conobbe la figlia di un allora militante, Ernestina Ceriana, che sposò nel 1932, ma i due non ebbero mai figli. Nello stesso anno iniziò a collaborare con i movimenti antifascisti di Alessandria, fino al suo arresto nel maggio 1934 da parte della Vigilanza Repressione Antifascista.
Fu condannato a cinque anni di confino a Ponza (Isole Ponziane), dove continuò ad avere numerosi scambi politici e sovversivi con gli antifascisti di tutta Italia, fino ad aderire ad una protesta collettiva nel 1935. La rivolta dei confinati di Ponza del gennaio 1935 coinvolse centinaia di antifascisti presenti sull'isola, il processo che ne seguì si può considerare il primo maxi-processo della storia italiana. Per tal motivo, scontò dieci mesi di carcere a Poggioreale, poi ritornò al regime di confino politico nella maggiore delle Isole Ponziane ove rimase fino al 19 giugno 1939.

### La Seconda Guerra mondiale
Nel maggio 1939 si ammalò di pleurite, riuscendo ad ottenere una licenza temporanea per curarsi presso l'ospedale di Alessandria. Nella propria città natale trovò la moglie anch'ella malata e la famiglia in cattive condizioni economiche, dunque chiese il proscioglimento dal suo confino al Prefetto, previa abiura dei suoi principi sovversivi antifascisti. Accolta la richiesta, Audisio fu liberato, e riprese il suo lavoro di ragioniere, proprio all'indomani dell'entrata in guerra. Le sue ancor precarie condizioni di salute gli consentirono di non essere precettato nelle azioni militari.
Nel 1942 riuscì a ricontattare gli antifascisti della sua città, riavvicinandosi all'attività clandestina grazie al falso nome di Giovanbattista Magnoli, e contribuendo ad organizzare la Federazione Comunista alessandrina. Dopo l'Armistizio di Cassibile del settembre 1943, Audisio tentò, fallendo, di organizzare una sorta di resistenza contro l'occupazione nazifascista di Torino ad opera del reggimento corazzato tedesco Panzer-Grenadier.
Ricercato dalla milizia nazifascista, dovette riparare nelle campagne del Monferrato, dove organizzò le prime brigate partigiane di Resistenza, riuscendo a prendere contatti con i militanti sia della Repubblica partigiana dell'Alto Monferrato sia del Comitato di Liberazione Nazionale Alta Italia di Torino. Nel 1944 riuscì ad organizzare i gruppi combattenti di Vigevano, che riuscirono a compiere alcuni sabotaggi in tutto il ticinese. Col nome di battaglia di "Colonnello Valerio", si spostò quindi a Milano, dove organizzò altri gruppi combattenti, quindi a Varese e Bergamo, fino a comandare le formazioni della Brigata Garibaldi operanti nel mantovano e nel basso Po.

### I fatti di Dongo e Giulino
All'inizio del 1945, fu affidata ad Audisio la responsabilità dei compiti di polizia militare presso il comando generale del Corpo volontari della libertà. Contestualmente alla proclamazione dell'insurrezione nazionale (25 aprile 1945), il CLNAI (Comitato di Liberazione Nazionale Alta Italia), riunitosi a Milano aveva approvato un documento organico ove, all'art. 5 si prevedeva che: “i membri del governo fascista e i gerarchi fascisti colpevoli di aver contribuito alla soppressione delle garanzie costituzionali, d'aver distrutto le libertà popolari, creato il regime fascista, compromesso e tradito le sorti del paese e di averlo condotto all'attuale catastrofe, sono puniti con la pena di morte e, nei casi meno gravi con l'ergastolo”. L'esecuzione era comunque subordinata a una sentenza dei tribunali di guerra da costituirsi in base all'art. 15 del documento medesimo.
Appena a conoscenza dell'arresto di Benito Mussolini – effettuato a Dongo dai partigiani della 52ª Brigata Garibaldi "Luigi Clerici" nel pomeriggio del 27 aprile – la direzione del CLNAI decise di agire senza indugio e di giustiziarlo immediatamente, evitando la consegna di Mussolini agli alleati. Walter Audisio fu quindi incaricato di eseguire la volontà del comitato mediante processo sommario e immediata fucilazione. A tal fine la sera del 27 aprile 1945, a Milano, insieme ad Aldo Lampredi, nome di battaglia Guido, ispettore del comando generale delle Brigate Garibaldi e uomo di fiducia di Luigi Longo, Audisio contattò immediatamente il generale Raffaele Cadorna con la richiesta di un salvacondotto, che, sia pur con molta riluttanza, gli fu accordato.
Alle 7 del mattino del 28 aprile, il colonnello Valerio partì dalla scuola di Viale Romagna, Milano, con il supporto di una dozzina di partigiani provenienti dall'Oltrepò Pavese, agli ordini di Alfredo Mordini "Riccardo". Giunto a Como, Audisio esibì il lasciapassare di Cadorna al nuovo prefetto Virginio Bertinelli e al colonnello Sardagna, assicurando loro che avrebbe trasferito i prigionieri a Como e, in un secondo momento, a Milano. Trattenuto a Como fino alle 12.15, Audisio raggiunse Dongo, ove nel frattempo era giunto Lampredi, intorno alle 14.10.
Incontratosi con il comandante della 52ª Brigata Garibaldi, Pier Luigi Bellini delle Stelle, Valerio comunicò di aver avuto l'ordine di fucilare Mussolini e gli altri prigionieri; le sue credenziali furono ritenute attendibili dal suo interlocutore, che acconsentì. Alle 15.15 Audisio e Lampredi si mossero quindi verso Mezzegra, distante 21 km, più a sud, dove - in frazione Bonzanigo – Mussolini era prigioniero, accompagnati dal partigiano Michele Moretti “Gatti”, che era a conoscenza del luogo. Audisio era armato di un mitra Thompson, che non risulterà esser stato utilizzato al momento della sua riconsegna al commissario politico della divisione partigiana dell'Oltrepò, Alberto Maria Cavallotti. Lampredi era armato di pistola Beretta modello 1934, calibro 9 mm, mentre Moretti di mitra francese MAS 38 calibro 7,65 lungo.
Poco dopo le ore 16 del 28 aprile 1945, l'ex duce e la sua amante Claretta Petacci furono prelevati e – dopo un breve viaggio in vettura - obbligati a scendere in un angusto vialetto (via XXIV Maggio) davanti a Villa Belmonte, un'elegante residenza in località Giulino di Mezzegra, per essere fucilati. La storiografia italiana ha molto dibattuto su ciò, tanto che esistono diverse versioni sull'accaduto. Tuttavia, le varie versioni fornite o riferite a Walter Audisio, pur differendo su particolari minori, descrivono la stessa meccanica dell'evento. L'ultima descrizione degli stessi, pubblicata postuma, a cura della moglie di Audisio, è sostanzialmente confermata dal memoriale di Aldo Lampredi, consegnato nel 1972 e pubblicato su "l'Unità" nel 1996.
Moretti e Lampredi furono inviati a bloccare la strada nelle due direzioni, mentre il colonnello tentò di procedere all'esecuzione, ma il suo mitra s'inceppò; intervenne allora Moretti che, di corsa, gli portò il suo. Con tale arma, Audisio scaricò una raffica mortale sull'ex capo del fascismo. La Petacci, postasi improvvisamente sulla traiettoria del mitra, fu colpita ed uccisa involontariamente. Viene poi inferto ancora un colpo di grazia sul corpo di Mussolini con la pistola. Di certo, un colpo di pistola fu inferto anche su Claretta, in quanto due proiettili, calibro 9 mm corto, compatibili con quelli della pistola del Lampredi, furono poi rinvenuti nel corpo della donna nel corso dell'esumazione effettuata il 12 aprile 1947.
Sul luogo dell'esecuzione furono poi rinvenuti proiettili calibro 7,65, compatibili con quelli del mitra francese del Moretti. Alle 17 circa, dopo aver eseguito la sentenza del CLNAI, Audisio rientrò a Dongo per fucilare gli altri gerarchi. Alle 17.48, furono giustiziati tutti i 15 soggetti che, verso le ore 15, Valerio stesso aveva individuato nella lista dei prigionieri della 52ª Brigata Garibaldi. Il numero dei fucilati eguagliava quello dei partigiani, che, per rappresaglia, il 10 agosto 1944, i tedeschi avevano fatto fucilare dai fascisti ed esporre al pubblico in Piazzale Loreto a Milano. Ciò dimostrerebbe l'intenzione di voler vendicare quella strage. Marcello Petacci, inizialmente non compreso nell'elenco dei giustiziati, tentò la fuga a nuoto nel Lago di Como, ma fu raggiunto da raffiche di mitra e perì anch'egli.

### Piazzale Loreto
Verso le 18 di quel 28 aprile, furono caricati i corpi dei gerarchi fascisti a Dongo su un camion (compreso quello del fratello di Claretta). Audisio partì quindi alla volta di Milano, passando ancora per Giulino di Mezzegra per recuperare anche i corpi del Duce e della Petacci, nel frattempo presidiati dai partigiani "Lino" (Giuseppe Frangi) e "Sandrino" (Guglielmo Cantoni). Durante il viaggio, si imbatté in vari posti di blocco di partigiani e di Alleati che gli dettero qualche problema, fino all'intervento del Comando Generale, che ne autorizzò il proseguimento fino al centro città. Alle 3.40 di notte di domenica 29 aprile 1945, la colonna giunse in Piazzale Loreto, dove Audisio decise di scaricare i cadaveri a terra, proprio nel punto dove le vittime della strage del 10 agosto dell'anno prima erano state abbandonate in custodia a dei militi fascisti, che li avevano dileggiati e lasciati esposti al sole per l'intera giornata, impedendo così ai familiari di raccogliere i loro resti.
Alle ore 11 del mattino, dopo che una squadra di Vigili del Fuoco giunta con un'autobotte lavò abbondantemente i cadaveri imbrattati di sangue, sputi e ortaggi, gli stessi pompieri ne appesero cinque per i piedi, alla pensilina del distributore di carburante ESSO, all'angolo fra la piazza e corso Buenos Aires (sull'area dell'ex distributore oggi sorge il palazzo che ospita il fast food McDonald's). Verso l'una del pomeriggio una squadra di partigiani del distaccamento "Canevari" della Brigata "Crespi", su ordine del comando, rimosse tutti i cadaveri dalla pensilina, trasportandoli nel vicino obitorio di Via Ponzio.

### Dopo il 1945
Data la notizia e le sommarie informazioni ai giornali su quei fatti, che uscirono in edizione straordinaria direttamente il 29 aprile 1945 e nei giorni seguenti, nell'immediato dopoguerra l'allora Partito Comunista Italiano decise di far passare ad Audisio un periodo di silenzio, senza clamori, molto probabilmente per motivi politici. Tuttavia, secondo gli articoli riferiti sulla rivista "Tempo" dell'aprile 1956, il giornalista italo-americano John Paselli, cronista presso Radio Losanna Svizzera, il 3 marzo 1947 riuscì a raggiungere ed intervistare il famoso ragioniere partigiano, che dichiarò più dettagliatamente i fatti con una testimonianza registrata in lingua francese.
Il Partito Comunista allora decise rompere il silenzio in Italia e di far pubblicare, sempre nel marzo 1947, una serie di articoli al riguardo sul quotidiano "l'Unità", quindi di organizzare una serie di comizi ufficiali per la narrazione ufficiale di quei giorni, laddove Audisio riapparve apertamente in pubblico. Tra i suoi interventi più importanti, vi fu quello al Teatro Municipale di Reggio Emilia, poi quello della Basilica di Massenzio in Via dei Fori Imperiali, a Roma, dove il 28 marzo 1947 il ragioniere partigiano parlò davanti ad una folla di circa trentamila persone, immortalato in una breve sequenza video dell'Archivio Luce-Incom.
Grazie alle sue qualità dialettiche, Audisio scese in politica, e fu eletto tra le file del Fronte Democratico Popolare, diventando capolista del gruppo parlamentare comunista per la circoscrizione di Alessandria. Dal 1948 al 1962 ricoprì l'incarico di deputato della Camera nelle prime tre legislature del Parlamento della Repubblica quindi, dal 1963 al 1965, senatore. Nel 1956-1960 fu anche consigliere comunale di Casale Monferrato. Nel 1968 decise di uscire dalla politica, e lavorare presso l'azienda Eni; morì cinque anni dopo, all'età di 64 anni, a causa di un infarto, che lo colse improvvisamente mentre si trovava con la moglie Ernestina nella sua abitazione romana. Fu sepolto presso il Cimitero del Verano di Roma. Per ironia della sorte, la sua tomba si trova a pochi metri da quella di Claretta Petacci.
Nel suo volume In nome del popolo italiano, Edizioni Teti, uscito postumo nel 1975, Audisio sostenne che le decisioni prese nel primo pomeriggio del 28 aprile 1945 a Dongo, nell'incontro con il comandante della 52ª Brigata, Pier Luigi Bellini delle Stelle, fossero equivalenti a una sentenza emessa da un organismo regolarmente costituito ai sensi dell'art. 15 del documento del CLNAI sulla costituzione dei tribunali di guerra. Dell'intera questione si occupò anche la magistratura penale ordinaria, investita dal giudice civile, cui si erano rivolti i familiari dei Petacci per risarcimento danni. Nei confronti di Audisio, all'epoca parlamentare, l'apposita Giunta concesse l'autorizzazione a procedere. Il processo si chiuse definitivamente il 7 luglio 1967, quando il giudice istruttore assolse il colonnello Valerio dall'accusa di omicidio volontario pluriaggravato, appropriazione indebita e vilipendio di cadavere, perché i fatti erano avvenuti nel corso di un'azione di guerra contro i tedeschi ed i fascisti loro alleati, in periodo di occupazione straniera, e come tali non furono ritenuti punibili.

## Nella cultura di massa

### Filmografia
Nel film del 1974 Mussolini ultimo atto, diretto da Carlo Lizzani, Audisio è interpretato da Franco Nero.

## Opere
- In nome del popolo italiano, Milano, Teti, 1975.